# Биосовместимость
Биосовместимость (англ. biocompatibility) — способность материала встраиваться в организм пациента, не вызывать побочных клинических проявлений и индуцировать клеточный или тканевой ответ, необходимый для достижения оптимального терапевтического эффекта.

## Описание

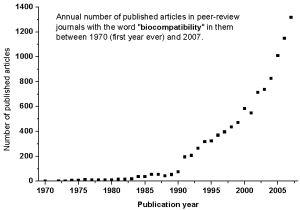
Ежегодный график публикации статей в журналах, экспертных оценках и т. д., где содержалось слово «биосовместимость». Данные, получены с сайта pcs.isiknowledge.com и охватывают период с 1970 (первый год, когда это слово упоминается) до конца 2007 года.

Традиционно термин использовался в контексте имплантируемых устройств для длительного применения в клинических целях. Первоначально основным требованием к материалам была безопасность, которая достигалась через их химическую и биологическую инертность. Материалы должны были быть нетоксичны, неканцерогенны, неаллергенны, нетромбогенны и т. п. Этот список отсутствующих свойств и определял понятие биосовместимости. К материалам такого типа относятся сплавы металлов на основе титана и платины, полимеры на основе полиэтилена и силикона.
Усложнение клинических приложений привело к пониманию того, что материал всё-таки должен вступать с организмом в специфические взаимодействия, а не просто игнорироваться окружающей живой тканью. Необходимо, чтобы материал вызывал нужный ответ ткани, обеспечивающий его эффективное приживление. Керамические нанопокрытия костезамещающих имплантатов, способные индуцировать костеобразование, являются примером биоактивного материала. Наконец, для многих приложений является важным безопасная резорбция материала и замещение его естественной тканью. Классическими примерами такого типа являются полиэстерный шовный материал и ортопедические имплантаты.
Однако применение «неживых» замещающих материалов позволяет возместить лишь физические и механические свойства органов, но не позволяет восстановить метаболические функции. В первое десятилетие XXI века произошло фундаментальное изменение концепции восстановительной медицины: её целью стало не замещение органа синтетическим материалом, а регенерация больных тканей. Ключевым подходом в этом направлении является тканевая инженерия, призванная восстановить орган через направленную и контролируемую стимуляцию нужных клеток посредством молекулярных и механических сигналов. Важным моментом является создание биорезорбируемого и биоактивного матрикса, способного инициировать и поддерживать регенерацию тканей. Наиболее перспективными тканеинженерными конструкциями являются матриксы на основе биополимеров (коллагена, шёлка, хитозана и др.) с аллогенными (в том числе, стволовыми) клетками человека. Наноструктура многих матриксных материалов (например, нанокомпозит гидрофобного и гидрофильного полимеров или укладка волокон с заданной структурой) определяет их биологические свойства.
Таким образом, в зависимости от реакции ткани на имплантат можно выделить 4 категории материалов:
1. токсичные (убивают окружающие ткани);
2. инертные (вокруг таких в организме образуется волокнистая неприлегающая ткань);
3. биоактивные (возникает прилегающая межповерхностная связь материала и ткани, инкапсуляция минимальная);
4. биорезорбируемые (материал по мере растворения замещается тканью организма хозяина, продукты растворения должны быть нетоксичными).

Перечисленные выше категории материалов, за исключением токсичных, относятся к классу биосовместимых. При этом степень биосовместимости может зависеть от используемых клеточных культур (цитоспецифичная биосовместимость) или области имплантации в ткани организма (тканеспецифичная биосовместимость).